# Ingrid Kristiansen

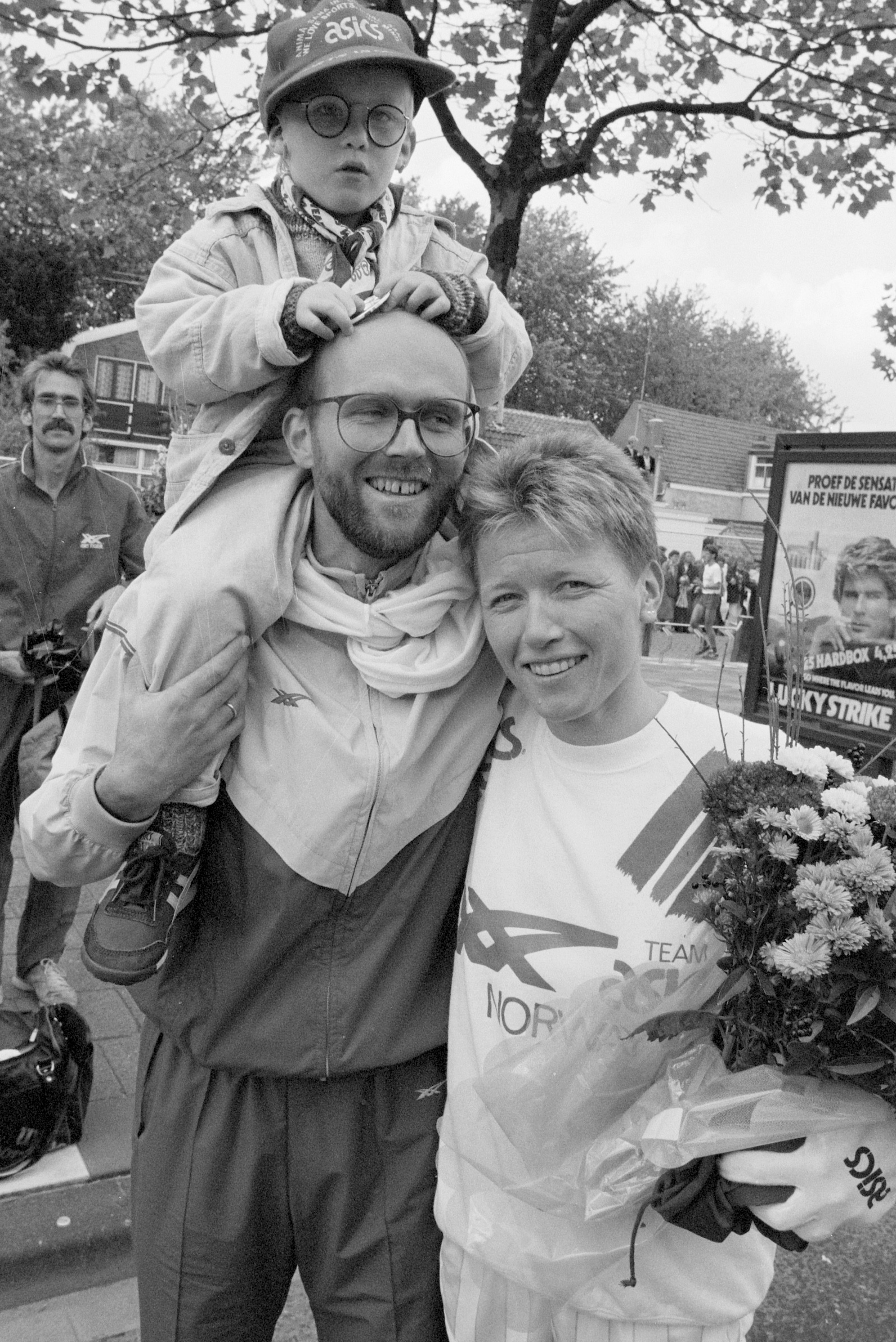
Ingrid Kristiansen, 1987

Ingrid Kristiansen - (21 de marzo de 1956 en Trondheim, Noruega) Atleta noruega especialista en pruebas de fondo que fue plusmarquista mundial de 5.000 m, 10.000 m y maratón.

## Biografía
Comenzó a destacar desde muy joven. En 1974 se proclamó campeona de Europa júnior de cross-country.
En 1977 ya participó en su primera maratón en Trondheim, su ciudad natal, batiendo el récord de su país con 2h45:15
El 11 de julio de 1981 batió en Oslo el récord mundial de los 5000 metros con 15:28,43. Los 5000 metros era una prueba poco habitual para las mujeres en esa época, pues en las competiciones se solían correr los 3000 metros.
En los Europeos de Atenas 1982 fue 8.ª en los 3000 m y ganó la medalla de bronce en la maratón, por detrás de la portuguesa Rosa Mota y de la italiana Laura Fogli.
Se perdió casi toda la temporada de 1983, ya que estuvo embarazada de su primer hijo, Gaute.
En los primeros meses de 1984 logró la victoria en las maratones de Houston y de Londres. Pocas semanas antes de los Juegos Olímpicos de Los Ángeles de ese año, batió por segunda vez el récord mundial de los 5000 metros, bajando por primera vez de 15 minutos con 14:58,89.
En los Juegos de Los Ángeles estaba considerada una de las grandes favoritas para ganar el oro en la primera maratón olímpica femenina de la historia. Sin embargo la prueba se desarrolló por cauces inesperados, con la estadounidense Joan Benoit fugándose en los primeros kilómetros y llegando en solitario a la meta, ante la tardía reacción de sus perseguidoras. Kristiansen solo pudo ser 4.ª en lo que fue una actuación decepcionante para ella.
El 27 de julio de 1985 batió el récord mundial de los 10 000 metros en Oslo, bajando por primera vez de los 31 minutos con 30:59,42
Pero lo más importante llegaría el 21 de octubre de ese mismo año cuando consiguió batir en Londres el récord mundial de maratón con 2h21:06 arrebatándoselo a la estadounidense Joan Benoit. Kristianen ganó esa carrera con más de siete minutos de ventaja sobre la segunda clasificada, y su récord se mantuvo vigente durante casi trece años, hasta que fue batido en 1998 por la keniana Tecla Loroupe en Róterdam.
En 1986 obtuvo las victorias en la maratones de Boston y de Chicago. 
Ese año también batió en Oslo su propio récord mundial de los 10 000 metros con 30:13,74. Poco después ganó su primera medalla de oro en una gran competición de pista en los Europeos de Stuttgart, venciendo en los 10 000 metros con más de medio minuto de ventaja sobre la segunda clasificada, la soviética Olga Bondarenko.
Nueve días más tarde batió en Estocolmo su tercer y último récord mundial en los 5000 metros, con 14:37,33
En 1987 ganó su tercera Maratón de Londres, haciendo además la mejor marca mundial del año con 2h22:48
Meses después se proclamó en Roma campeona del mundo de los 10 000 metros, por delante de la soviética Yelena Zhupiyeva y la alemana oriental Kathrin Ullrich. Kristiansen hizo la carrera en solitario casi desde el inicio, llegando a sacarle más de 20 segundos a sus perseguidoras. Al final pagó su esfuerzo y a punto estuvo de ser atrapada por Zhupiyeva en los metros finales. Kristiansen ganó con 31:05,85 la mejor marca mundial del año.
A principios de 1988 se proclamó en Auckland campeona del Mundo de cross-country por primera y única vez en su carrera. Luego venció por cuarta vez en la Maratón de Londres, algo que nadie había conseguido antes.
Era la gran favorita para ganar en los Juegos Olímpicos de Seúl, ese mismo año. Para ello empleó la misma táctica que en Roma, rompiendo la carrera desde el inicio. Sin embargo esta vez las cosas no le salieron bien, y cuando apenas había llegado al tercer kilómetro abandonó la prueba con problemas en el tendón de Aquiles, en lo que fue una de las grandes decepciones de los Juegos.
Tras los Juegos de Seúl se dedicó sobre todo a la maratón. En 1989 ganó los maratones de Boston y de Nueva York, haciendo además las dos mejores marcas del mundo ese año.
En 1990 estuvo ausente de las pistas para dar a luz a su hija Marte. 
A su regreso en 1991 ya no estaba en condiciones de ganar a las mejores. Ese año fue 6.ª en la Maratón de Boston, y participó en los 10 000 metros de los Mundiales de Tokio donde acabó 7.ª, en la que fue su última gran competición.
En 1993 dio a luz a su tercera hija, Sondre.

## Resultados
- 1980

- Maratón de Estocolmo - 1.ª (2h38:45)

- 1981

- Maratón de Estocolmo - 1.ª (2h41:34)

- 1982

- Maratón de Estocolmo - 1.ª (2h34:26)
- Campeonato de Europa de Atenas - 8.ª en 3000 m (8:51,79), 3.ª en maratón (2h36:38)

- 1983

- Maratón de Houston - 1.ª (2h33:27)

- 1984

- Maratón de Houston - 1.ª (2h27:51)
- Maratón de Londres - 1.ª (2h24:26)
- Juegos Olímpicos de Los Ángeles - 4.ª en maratón (2h27:34)

- 1985

- Mundial de cross- country de Lisboa - 3.ª
- Maratón de Chicago - 2.ª (2h23:05)
- Maratón de Londres - 1.ª (2h21:06)

- 1986

- Maratón de Boston - 1.ª (2h24:55)
- Maratón de Chicago - 1.ª (2h27:08)
- Campeonato de Europa de Stuttgart - 1.ª en 10 000 m (30:23,25)

- 1987

- Mundial de cross- country de Varsovia - 3.ª
- Maratón de Londres - 1.ª (2h22:48)
- Campeonato del Mundo de Roma - 1.ª en 10 000 m (31:05,85)

- 1988

- Mundial de cross- country de Auckland - 1.ª
- Maratón de Londres - 1.ª (2h25:41)

- 1989

- Maratón de Boston - 1.ª (2h24:33)
- Copa del Mundo de Barcelona - 2.ª en 10 000 m (31:42,01)
- Maratón de Nueva York - 1.ª (2h25:30)

- 1991

- Maratón de Boston - 6.ª (2h29:24)
- Campeonato del Mundo de Tokio - 7.ª en 10 000 m (32:10,75)

## Mejores marcas
- 3.000 metros - 8:34,10 (Zúrich, 13 Ago 1986)
- 5.000 metros - 14:37,33 (Estocolmo, 05 Ago 1986)
- 10.000 metros - 30:13,74 (Oslo, 05 Jul 1986)
- Maratón - 2h21:06 (Londres, 21 Abr 1985)

## Récords del mundo
- 5.000 metros

- 15:28,43 - Oslo, 11 Jul 1981
- 14:58,89 - Oslo, 28 Jun 1984
- 14:37,33 - Estocolmo, 05 Ago 1986

- 10.000 metros

- 30:59,42 - Oslo, 27 Jul 1985
- 30:13,74 - Oslo, 05 Jul 1986

- Maratón

- 2h21:06 - Londres, 21 Oct 1985

- Datos: Q256770
- Multimedia: Ingrid Kristiansen / Q256770